# Voda na Měsíci

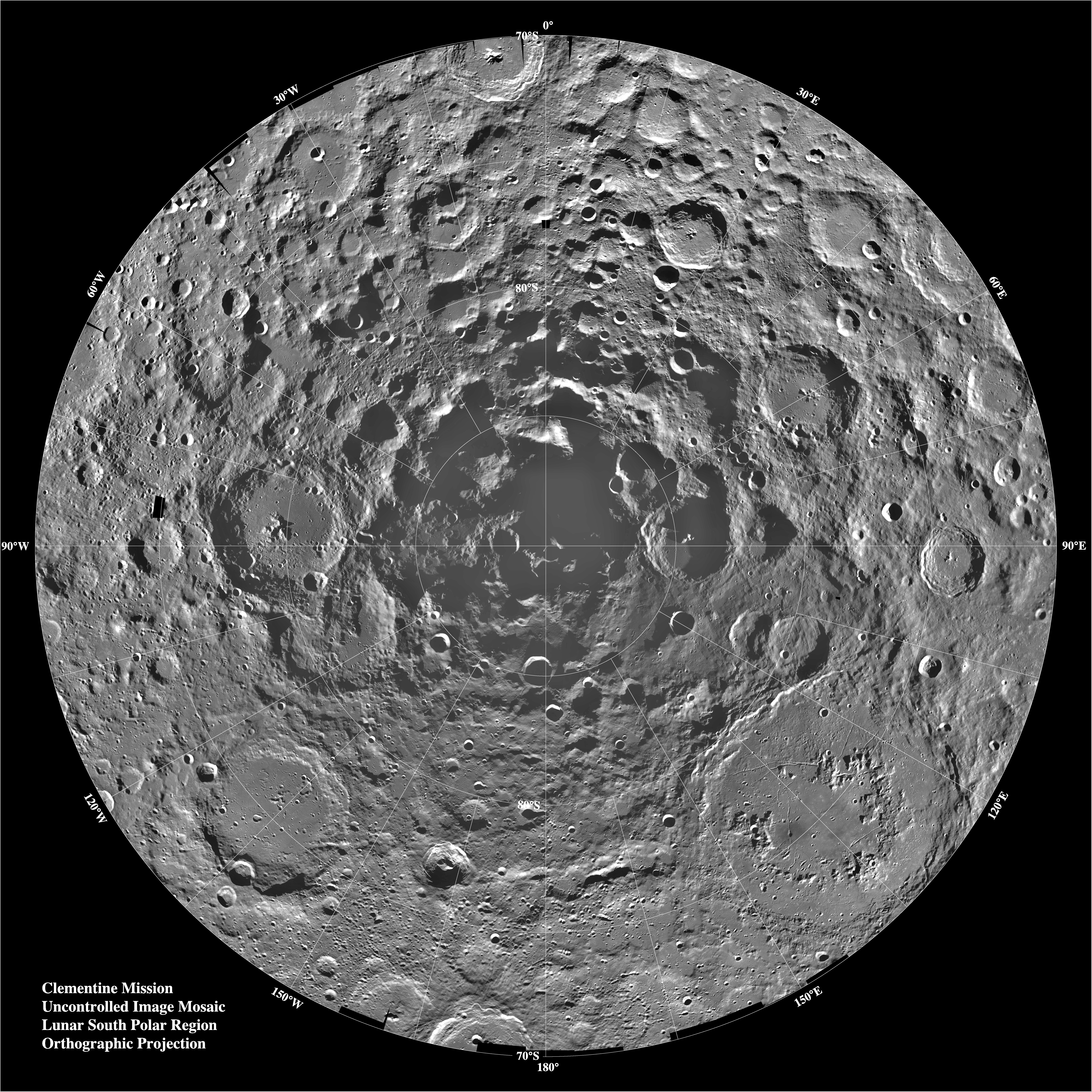
Snímek měsíčního jižního pólu složený ze snímků sondy Clementine

Voda na Měsíci je voda, která se v současné době nachází na Měsíci. Na povrchu Měsíce se voda v tekutém stavu nemůže vyskytovat, protože by se rychle rozložila působením slunečního záření na vodík a kyslík. Voda na Měsíci by se však mohla vyskytovat ve formě ledu, který by se zachoval ve stínu některých kráterů poblíž měsíčních pólů. Voda nebo hydroxylová skupina OH− může být také vázána v měsíčních horninách v nízkých koncentracích dokonce na různých místech měsíčního povrchu. Voda se na Měsíc mohla dostat z komet a asteroidů, které dopadly na Měsíc.
Důkazy, že by se zde opravdu vodní led mohl nacházet, přinesla v listopadu 2009 sonda LCROSS, která detekovala hydroxilovou skupinu OH− v materiálu vyvrženém dopadem raketového stupně Centaur na povrch Měsíce. V srpnu 2018 NASA poprvé potvrdila vodní led na povrchu Měsíce na měsíčních pólech. Nejvíce vodního ledu se nachází v okolí jižního pólu v kráterech.